# Liste des monuments historiques de Sélestat
Ce tableau présente la liste de tous les monuments historiques de Sélestat (Bas-Rhin), classés ou inscrits.

## Monuments historiques
Selon la base Mérimée, il y a 35 monuments historiques à Sélestat, inscrits ou classés.
| Monument | Adresse                                    | Coordonnées                      | Notice         | Protection     | Date | Illustration |
| --- | ------------------------------------------ | -------------------------------- | -------------- | -------------- | ---- | --- |
| Arsenal Saint-Hilaire façades, toitures | 2a, rue des Chevaliers                     | 48° 15′ 27″ nord, 7° 27′ 17″ est | « PA00084976 » | Inscrit        | 1984 | Arsenal Saint-Hilairefaçades, toitures |
| Banc du roi de Rome banc-reposoir | C.D. 21                                    | 48° 15′ 49″ nord, 7° 29′ 08″ est | « PA00084977 » | Inscrit        | 1982 | Banc du roi de Romebanc-reposoir |
| Château d'eau château d'eau | Place du Général-de-Gaulle                 | 48° 15′ 32″ nord, 7° 26′ 44″ est | « PA00085302 » | Inscrit        | 1992 | Château d'eauchâteau d'eau |
| Cimetière juif partie historique avec terrain d'assiette | Judenbrunnen Rue du Cimetière-Israélite    | 48° 16′ 32″ nord, 7° 27′ 14″ est | « PA00085303 » | Classé         | 1995 | Cimetière juifpartie historique avec terrain d'assiette |
| Commanderie de Saint-Jean ancienne commanderie | 10, boulevard Leclerc                      | 48° 15′ 41″ nord, 7° 27′ 12″ est | « PA00084979 » | Inscrit        | 1931 | Commanderie de Saint-Jeanancienne commanderie |
| Couvent des Dominicaines de Sylo ancien couvent avec bâtiments conventuels, chapelle, aire du cloître, arcades, galeries, portails et bâtiments sur rue            | 9, rue de l'Hôpital                        | 48° 15′ 28″ nord, 7° 27′ 21″ est | « PA67000081 » | Inscrit        | 2009 | Couvent des Dominicaines de Syloancien couvent avec bâtiments conventuels, chapelle, aire du cloître, arcades, galeries, portails et bâtiments sur rue           |
| Église Sainte-Foy église | Place du Marché-Vert                       | 48° 15′ 33″ nord, 7° 27′ 22″ est | « PA00084981 » | Classé         | 1862 | Église Sainte-Foyéglise |
| Église Saint-Georges ancienne cathédrale | Place Saint-Georges                        | 48° 15′ 36″ nord, 7° 27′ 24″ est | « PA00084978 » | Classé         | 1848 | Église Saint-Georgesancienne cathédrale |
| Église protestante ancienne église | Place du Marché-aux-Pots Rue de Verdun     | 48° 15′ 36″ nord, 7° 27′ 12″ est | « PA00084980 » | Inscrit        | 1983 | Église protestanteancienne église |
| Grenier du prieuré des Bénédictins porte | 1a, rue Sainte-Foy                         | 48° 15′ 32″ nord, 7° 27′ 19″ est | « PA00085002 » | Inscrit        | 1931 | Grenier du prieuré des Bénédictinsporte |
| Hôpital bourgeois façades, toiture | 1, place du Vieux-Port                     | 48° 15′ 26″ nord, 7° 27′ 24″ est | « PA00135150 » | Inscrit        | 1995 | Hôpital bourgeoisfaçades, toiture |
| Hôtel d'Andlau façades, toiture, escaleir | 4, rue du Babil                            | 48° 15′ 37″ nord, 7° 27′ 25″ est | « PA00084982 » | Inscrit        | 1931 | Hôtel d'Andlaufaçades, toiture, escaleir |
| Hôtel Cetty vantaux, boiseries de la salle à manger | 4, rue du Docteur-Oberkirch                | 48° 15′ 33″ nord, 7° 27′ 05″ est | « PA00084983 » | Inscrit        | 1930 | Image manquante Téléverser |
| Hôtel de Chanlas - péristyle d'entrée avec balustrade - façades et toitures sur rue, hall d'entrée avec plafond, escalier en pierre, deux petits salons avec décor | 1, rue des Franciscains                    | 48° 15′ 38″ nord, 7° 27′ 10″ est | « PA00084984 » | Classé Inscrit | 1983 | Hôtel de Chanlas- péristyle d'entrée avec balustrade- façades et toitures sur rue, hall d'entrée avec plafond, escalier en pierre, deux petits salons avec décor |
| Hôtel d'Ebersmunster tourelle d'escalier, façades, toitures, vestibule d'entrée                                                                                    | 8, rue de l'Église                         | 48° 15′ 37″ nord, 7° 27′ 21″ est | « PA00084985 » | Classé         | 1965 | Hôtel d'Ebersmunstertourelle d'escalier, façades, toitures, vestibule d'entrée                                                                                   |
| Ancien hôtel de Saint-Lô façades sur rue et sur cour, toiture | 7, place du Marché-aux-choux               | 48° 15′ 32″ nord, 7° 27′ 26″ est | « PA00084995 » | Inscrit        | 1929 | Ancien hôtel de Saint-Lôfaçades sur rue et sur cour, toiture |
| Hôtel du préteur royal façade avec vantaux, toiture | 4-6, rue Sainte-Barbe                      | 48° 15′ 30″ nord, 7° 27′ 11″ est | « PA00084986 » | Inscrit        | 1929 | Hôtel du préteur royalfaçade avec vantaux, toiture |
| Hôtel de ville façades, toiture | 9, place d'Armes                           | 48° 15′ 34″ nord, 7° 27′ 13″ est | « PA00084987 » | Inscrit        | 1937 | Hôtel de villefaçades, toiture |
| Maison porte sur rue | 6, place d'Armes                           | 48° 15′ 34″ nord, 7° 27′ 16″ est | « PA00084988 » | Inscrit        | 1934 | Maisonporte sur rue |
| Maison natale présumée de Beatus Rhenanus façades, toitures, porche d'entrée                                                                                       | 8, rue Bornert                             | 48° 15′ 32″ nord, 7° 27′ 31″ est | « PA00084989 » | Inscrit        | 1984 | Maison natale présumée de Beatus Rhenanusfaçades, toitures, porche d'entrée                                                                                      |
| Auberge des Alliés façades, toiture | 39, rue des Chevaliers                     | 48° 15′ 32″ nord, 7° 27′ 17″ est | « PA00084990 » | Inscrit        | 1934 | Auberge des Alliésfaçades, toiture |
| Maison portail d'entrée | 42, rue des Chevaliers                     | 48° 15′ 34″ nord, 7° 27′ 18″ est | « PA00084991 » | Inscrit        | 1937 | Maisonportail d'entrée |
| Maison porte sur rue avec vantaux et impostes | 6, rue de la Grande-Boucherie              | 48° 15′ 35″ nord, 7° 27′ 26″ est | « PA00084993 » | Inscrit        | 1934 | Maisonporte sur rue avec vantaux et impostes |
| Maison façade principale avec oriel | 2, rue des Marchands                       | 48° 15′ 35″ nord, 7° 27′ 14″ est | « PA00084997 » | Inscrit        | 1931 | Maisonfaçade principale avec oriel |
| Maison portail d'entrée | 42, place du Marché-Vert                   | 48° 15′ 34″ nord, 7° 27′ 20″ est | « PA00084996 » | Inscrit        | 1937 | Image manquante Téléverser |
| Maison façades, toiture | 1, rue des Serruriers                      | 48° 15′ 37″ nord, 7° 27′ 13″ est | « PA00084998 » | Inscrit        | 1930 | Maisonfaçades, toiture |
| Maison portail | 7, place de la Victoire                    | 48° 15′ 31″ nord, 7° 27′ 07″ est | « PA00084999 » | Inscrit        | 1930 | Image manquante Téléverser |
| Maison Billex façades sur rue et sur cour, toiture | 6, place du Marché-aux-Choux               | 48° 15′ 32″ nord, 7° 27′ 25″ est | « PA00084994 » | Inscrit        | 1929 | Maison Billexfaçades sur rue et sur cour, toiture |
| Maison Goll façades avec oriel, balcon, toiture | 46, rue des Chevaliers                     | 48° 15′ 35″ nord, 7° 27′ 19″ est | « PA00084992 » | Inscrit        | 1931 | Maison Gollfaçades avec oriel, balcon, toiture |
| Maison Ziegler façades sur rue et sur cour avec oriel et escalier                                                                                                  | 18, rue de Verdun                          | 48° 15′ 34″ nord, 7° 27′ 07″ est | « PA00085000 » | Inscrit        | 1930 | Maison Zieglerfaçades sur rue et sur cour avec oriel et escalier                                                                                                 |
| Porte de Strasbourg porte | 1b, place de la Porte de Strasbourg        | 48° 15′ 37″ nord, 7° 27′ 29″ est | « PA00085001 » | Inscrit        | 1934 | Porte de Strasbourgporte |
| Remparts restes des remparts |                                            | 48° 15′ 18″ nord, 7° 27′ 12″ est | « PA00085003 » | Inscrit        | 1947 | Rempartsrestes des remparts |
| Tour de l'Horloge (tour Neuve) tour | Rue des Chevaliers                         | 48° 15′ 27″ nord, 7° 27′ 14″ est | « PA00085004 » | Inscrit        | 1929 | Tour de l'Horloge (tour Neuve)tour |
| Tour des Sorcières tour | 1, place du Maréchal-de-Lattre-de-Tassigny | 48° 15′ 35″ nord, 7° 27′ 29″ est | « PA00085005 » | Inscrit        | 1929 | Tour des Sorcièrestour |
| Tribunal d'instance grille de clôture | 17, rue de la Première-Armée               | 48° 15′ 38″ nord, 7° 27′ 02″ est | « PA00085304 » | Inscrit        | 1992 | Tribunal d'instancegrille de clôture |

## Mobiliers historiques
Selon la base Palissy, il y a 26 objets monuments historiques à Sélestat.
| Monument historique | Localisation                                                      | Protection | Date de la protection | Référence            | Photo |
| --- | ----------------------------------------------------------------- | ---------- | --------------------- | -------------------- | ----- |
| tabernacle | ancien couvent des Dominicaines de Sylo                           | classé     | 1999                  | Notice no PM67000901 |       |
| statue : Saint-Georges | bibliothèque humaniste                                            | classé     | 2012                  | Notice no PM67001830 |       |
| groupe sculpté : Trinité ou Trône de grâce                                                                                   | bibliothèque humaniste                                            | classé     | 2012                  | Notice no PM67001829 |       |
| statue : Vierge à l'enfant                                                                                                   | bibliothèque humaniste                                            | classé     | 2012                  | Notice no PM67001828 |       |
| buste sur piédestal : Jean Mentel, imprimeur et éditeur (1410-1478)                                                          | bibliothèque humaniste                                            | classé     | 2012                  | Notice no PM67001839 |       |
| statue : Sainte-Anne trinitaire                                                                                              | bibliothèque humaniste                                            | classé     | 2012                  | Notice no PM67001838 |       |
| statue : Sainte-Eugénie d'Alsace                                                                                             | bibliothèque humaniste                                            | classé     | 2012                  | Notice no PM67001837 |       |
| statue : Saint-Christophe | bibliothèque humaniste                                            | classé     | 2012                  | Notice no PM67001836 |       |
| statue de saint moine : Saint-Bernard ou Saint-Benoît ?                                                                      | bibliothèque humaniste                                            | classé     | 2012                  | Notice no PM67001835 |       |
| statue : Vierge à l'enfant                                                                                                   | bibliothèque humaniste                                            | classé     | 2012                  | Notice no PM67001834 |       |
| groupe sculpté : deux apôtres en buste                                                                                       | bibliothèque humaniste                                            | classé     | 2012                  | Notice no PM67001833 |       |
| 2 statues en pendant : Saint-Henri II et Sainte-Cunégonde                                                                    | bibliothèque humaniste                                            | classé     | 2012                  | Notice no PM67001832 |       |
| tête de Christ en croix | bibliothèque humaniste                                            | classé     | 2012                  | Notice no PM67001831 |       |
| verrière : le Couronnement de la Vierge                                                                                      | bibliothèque humaniste                                            | classé     | 2012                  | Notice no PM67001827 |       |
| panneau de verrière : portrait d'une épouse Wurmser                                                                          | bibliothèque humaniste                                            | classé     | 2012                  | Notice no PM67001826 |       |
| tableau : portrait de l'abbé prémontré Annibal-Servais de Lairuelz (1560-1631)                                               | bibliothèque humaniste                                            | classé     | 2012                  | Notice no PM67001825 |       |
| tableau : Christ de douleur, ou Ecce Homo                                                                                    | bibliothèque humaniste                                            | classé     | 2012                  | Notice no PM67001824 |       |
| tableau : Calvaire avec donateurs                                                                                            | bibliothèque humaniste                                            | classé     | 2012                  | Notice no PM67001823 |       |
| retable (triptyque) de Sainte-Anne                                                                                           | bibliothèque humaniste                                            | classé     | 2012                  | Notice no PM67001822 |       |
| les 2 volets du retable de la Nativité de Rodern                                                                             | bibliothèque humaniste                                            | classé     | 2012                  | Notice no PM67001821 |       |
| volet droit d'un triptyque                                                                                                   | bibliothèque humaniste                                            | classé     | 2012                  | Notice no PM67001820 |       |
| horloge d'édifice | église paroissiale Saint-Georges                                  | classé     | 1994                  | Notice no PM67000680 |       |
| chaire à prêcher | église paroissiale Saint-Georges                                  | classé     | 1974                  | Notice no PM67000314 |       |
| peinture monumentale : Christ en croix entre la Vierge Saint-Jean, Saint-Pierre et Saint-Paul surmontant une frise de saints | église paroissiale Saint-Georges                                  | classé     | 1974                  | Notice no PM67000313 |       |
| calice, plateau à burettes, 2 burettes                                                                                       | église paroissiale Saint-Georges                                  | classé     | 1978                  | Notice no PM67000312 |       |
| chaire à prêcher | église, prieuré, collège, caserne, actuellement église Sainte-Foy | classé     | 1974                  | Notice no PM67000315 |       |